# Флорисьента
Floricienta — аргентинский музыкальный мелодраматический телесериал, основанный на истории Золушки. Премьера показа состоялась в 2004—2005 годах, а затем был транслирован в более чем 70 странах. Транслировался на некоторых международных телеканалах TVE Internacional, Disney Channel Latin America, Disney Channel Europe.

## Сюжет

### Первый сезон
Флоренсия — сирота, которая работает курьером в овощной лавке и проводит своё свободное время с друзьями в музыкальной группе. После ухода певицы, Флоренсия занимает её место в группе и добивается успеха на вечеринке, организованной Николасом и Майей Фриценбальден в их особняке. Там она и находит свою судьбу, навсегда оставшись в этой семье.
Федерико — старший брат в семье Фриценбальден, которому приходится вернуться из Германии, где он работает, чтобы взять на себя семейную фирму и заботу о 4 братьях и сестре, которые остались сиротами после гибели родителей. Его возвращение совпадает с вечеринкой, которую организовали подростки без его разрешения. Там он впервые встречает Флоренсию.
Скоро у Федерико, получившего строгое немецкое образование, серьёзного и ответственного, начинаются конфликты с его младшими братьями и сестрой. А самый младший Томас убегает из дома и прячется у Флоренсии, что становится причиной серии недоразумений, благодаря которым Флоренсия оказывается в особняке в качестве няни. Там она получает признание и любовь у всех: детей, подростков, обслуживающего персонала, друзей семьи и любовь Федерико, но в то же время и ненависть Малалы и её дочери Дельфины, крёстной и невесты Федерико, которые тоже остаются в особняке и делают жизнь Флоренсии невыносимой, пытаясь скрыть от неё важную тайну.
Флоренсия безнадёжно влюблена в Федерико и он отвечает ей взаимностью, у них начинается история любви, очень красивой и тайной. Их любовь становится невозможной, когда Дельфина заставляет Федерико поверить в то, что она беременна, а затем, что умирает от серьёзной болезни. Эту ложь поддерживает друг Федерико, гинеколог Клаудио Бонишья.
Они преодолевают все препятствия, но в итоге их любви приходит трагический конец, Федерико героически погибает в аварии, попытавшись спасти жизнь графа Максимо. Во всяком случае, у Федерико будет время, чтобы попрощаться со своей огромной, единственной и болезненной любовью, а опеку над своими братьями оставить графу Максимо, а не Дельфине. Так заканчивается первый сезон, встречей Флоренсии и Максимо в куче мыльной пены.

### Второй сезон
После смерти Федерико, Флоренсия узнаёт графа, который стал причиной смерти Федерико. Флоренсия находит видео, записанное Федерико в теле графа, которому необходимо разбудить любовь в сердце Максимо. Флоренсия и Максимо переживают множество нелепых ситуаций, в которых вынуждены бороться, чтобы защитить свою любовь, в то время как Дельфина хочет добиться Максимо, чтобы получить всё его состояние и другие возможности, которые может иметь графиня Крикорагана. Но Максимо полностью влюблён во Флоренсию, и Дельфине приходится строить множество препятствий, чтобы помешать им быть вместе, а Флоренсии — получить наследство Сантильян, но ей это не удастся. Так же мешает и чувство вины, которое испытывает Флоренсия за свои отношения с Максимо. Но сила судьбы, феи и магия Флоренсии помогают им. В итоге она получает наследство, а Малала, Дельфина и Бонишья попадают в тюрьму за сокрытие правды. Дельфина похищает дочь Флоренсии Маргариту (у неё с графом рождаются тройняшки), и Дельфина понимает, что это что-то особенное, эта малышка, это Божье чудо, и что у неё тоже могло бы всё это быть, если бы она не была такой плохой и не ненавидела так сильно своего мужа. Она возвращает его Флоренсии и становится хорошей. Франко, узнав что он приёмный сын, возвращается к Оливии и они вместе уезжают на зарубежный турнир по теннису, но ссорятся и Оливия возвращается домой. В итоге, когда Франко вернётся, они помирятся и снова будут вместе. Максимо и Флоренсия женятся, и будут жить долго и счастливо со своими тройняшками и приёмными детьми Фриценбальден.

## В главных ролях

### Сезон 1
- Флоренсия Бертотти — Флоренсия Сантильян Валенте
- Хуан Хиль Наварро — Федерико Фритценвальден
- Бенхамин Рохас — Франко Фритценвальден
- Аугустин Сьерра — Мартин Фритценвальден
- Николас Маикес — Николас Фритценвальден
- Стефано Ди Грегорио — Томас Фритценвальден
- Зульма Файяд — Титина
- Энни Трайлес — Гретхен ван Бетховен
- Альберто Анчарт — Антуан
- Исабель Маседо — Дельфина Сантильян Торрес
- Анхелес Бальбиани — София Сантильян Торрес
- Диего Чильд — Фача
- Мариана Эспосито — Роберта
- Микаэла Васкес — Рената
- Диего Месальо — Бата
- Эстебан Перес — Матиас Рипамонти
- Мариана Селигман — Клара
- Грасиела Стефани — Мария Лаура Торрес
- Паола Сальюстро — Майя Фритценвальден

### Сезон 2
- Флоренсия Бертотти — Флоренсия Сантильян Валенте
- Фабио Ди Томасо — Максимо Аугусто Кальдерон
- Бенхамин Рохас — Франко Фритценвальден
- Аугустин Сьерра — Мартин Фритценвальден
- Бренда Гандини — Оливия Фритценвальден
- Стефано Ди Грегорио — Томас Фритценвальден
- Николас Маикес — Николас Фритценвальден
- Энни Трайлес — Гретхен ван Бетховен
- Эстебан Проль — Лоренсо
- Херардо Чендо — Клаудио Пауль Бонилья
- Каталина Артуси — Марина
- Диего Чильд — Фача
- Мариана Эспосито — Роберта
- Диего Месальо — Бата
- Алехо Гарсия Пинтос — Эваристо
- Исабель Маседо — Дельфина Сантильян Торрес
- Грасиела Стефани — Мария Лаура Торрес

## Песни

### Сезон 1
1. Pobres los ricos
2. Chaval Chulito
3. Ven a mì
4. Tic Tac
5. Los Ninos No Mueren
6. Y asi sera
7. Floricienta
8. Quereme solo a mi
9. Mi vestido azul
10. Kikiriki
11. Y la vida
12. Porque

### Сезон 2
1. Corazones al Viento
2. Cosas que odio de Vos
3. Flores Amarillas
4. Que esconde el conde
5. Desde que te vi
6. Ding Dong
7. Un enorme dragon
8. Caprichos
9. Vos Podes
10. Te siento
11. A Bailar
12. Hay un Cuento